# Климова Олександра Іванівна
Олександра Іванівна Климова (біл. Аляксандра Іванаўна Клімава; 1921—2005) — радянська, білоруська, російська та українська актриса театру і кіно, педагог, громадський діяч,Народна артистка СРСР (1969).

## Біографія
Народилася 1 жовтня 1921 року в селі Самодурівка, нині селище Затобольск у Костанайській області Казахстану.
Дитинство і юність пройшли в Магнітогорську. Закінчила середню та музичну школи і в 1941 році розпочала свою трудову діяльність на металургійному заводі.
Займалася в драмгуртку при Будинку металургів. Перші кроки в акторському мистецтві зробила на сцені Магнітогорського народного театру. У 1942—1945 роках — актриса Магнітогорського драматичного театру імені О. С. Пушкіна. Під час Німецько-радянської війни виступала у військових госпіталях.
У 1945 році вступила до Московського вищого театрального училища імені М. С. Щепкіна (клас Віри Пашенної).
Після закінчення училища в 1949 році була запрошена в Одеський російський драматичний театр ім. А. Іванова, на сцені якого грала до 1951 року. У 1951—1954 роках — актриса Київського театру російської драми імені Лесі Українки, у 1954—1956 роках — Харківського російського драматичного театру імені О. С. Пушкіна. Працювала також в Свердловську та Москві.
У 1956—2004 роках — актриса Мінського драматичного театру імені М. Горького.
Зіграла понад 80 головних ролей класичного і сучасного репертуару. Здобула славу провідної актриси героїчного плану і отримала широке визнання у театральної громадськості і глядачів.
У 1981—1988 роках викладала в Білоруському державному театрально-художньому інституті.
Член Спілки кінематографістів УРСР. Входила до складу правління Білоруського союзу театральних діячів.
Член Радянського комітету захисту миру, комітету по Ленінських і Державних премій при Раді міністрів СРСР, комісії УРСР у справах ЮНЕСКО. Обиралася головою Республіканської військово-шефської комісії.
Померла 13 травня (за іншими джерелами — 14 травня) 2005 року. Похована в Мінську на Східному кладовищі.

## Родина
- чоловік — Андрій Валентинович Душечкін-Корсаковський, актор-педагог
- син — Андрій Андрійович Душечкін (нар. 1960) — білоруський актор театру і кіно, педагог, літератор, заслужений артист Республіки Білорусь (2004).

## Творчість

### Ролі в театрі

#### Магнітогорський театр драми імені Пушкіна
- «Варвари» М. Горького — Катька
- «Вишневий сад» А. П. Чехова — Аня

#### Одеський російський театр драми ім.Іванова
- «Обрив» І. А. Гончарова — Віра Василівна
- «Американська трагедія» Т. Драйзера — Сондра Фінчлі
- «Приборкання норовливої» Шекспіра — Катаріна

#### Київський російський драматичний театр імені Лесі Українки
- «Живий труп» Л. Н. Толстого — Маша
- «Слуга двох панів» К. Гольдоні — Беатріче
- «Маскарад» М. Ю. Лермонтова — Ніна Арбеніна

#### Харківський російський драматичний театр імені О.С.Пушкіна
- «Американська трагедія» Драйзера — Роберта
- «Незвичайні люди» за романом «Що робити?» М. Г. Чернишевського — Віра Павлівна
- «Багато шуму з нічого» Шекспіра — Гера

#### Мінський драматичний театр імені М. Горького
- «Оптимістична трагедія»  Всеволода Вишневського —  Комісар
- « Барабанщица»  Опанаса Салинського —  Ніла Сніжко
- «Безприданниця»  Олександра Островського — Лариса Дмитрівна Огудалова
- «Васса Желєзнова»  Максима Горького —  Рашель
- «Іркутська історія»  Олексія Арбузова —  Валентина
- «Двоє на гойдалках»  Вільяма Гібсона —  Гітель
- «Варшавська мелодія»  Леоніда Зоріна —  Гелена
- «Вишневий сад»  Антона Чехова —  Любов Андріївна Раневська
- «Єгор Буличов та інші»  М. Горького —  Меланія
- « Марія Стюарт» Фрідріха Шиллера —  Марія Стюарт
- «Гамлет» Вільяма Шекспіра —  Гертруда
- « Антоній і Клеопатра» В. Шекспіра —  Клеопатра
- « Макбет» В.Шекспіра — Леді Макбет
- «Варвари» М. Горького —  Лідія Павлівна
- « Снігуронька»  О. Островського —  Купава
- « Сірано де Бержерак»  Едмона Ростана —  Роксана
- « Скажені гроші»  О. Островського —  Лідія Юріївна Чебоксарова
- «Життя починається знову»  Вадима Собко —  Грета Нормач
- «Сім'я»  Івана Попова —  Анна Ульянова
- «Весна в Москві»  Віктора Гусєва —  Надя Коврова
- «Офіцер флоту»  Олександра Крона —  Тамара
- «Мертва хватка»  Джона Голсуорсі —  Хлоя
- «Дали безмежні»  Миколи Вірта —  Ракітіна
- «День народження Терези»  Георгія Мдівані —  Тереза 
- «Дванадцятий годину»  О. Арбузова —  Анна
- «Король Лір» Шекспіра —  Регана
- «Яків Богомолов»  М. Горького —  Ольга
- «Шосте липня»  Михайла Шатрова —  Марія Спиридонова
- «Моя старша сестра»  Олександра Володіна —  Надя
- «Ще не вечір»  Віри Панової —  Калерія
- «Навала»  Леоніда Леонова —  Анна Миколаївна
- « Діти сонця»  М. Горького —  Олена
- « Милий брехун»  Джерома Кілті —  Патрік Кемпбелл
- «Ніч ангела» Злотникова —  Актриса
- «Солодкоголосий птах юності» Теннессі Вільямса —  Принцеса
- «Ретро»  Олександра Галина —  Роза Олександрівна
- « Привиди»  Генріка Ібсена —  фрау Алвинг
- «На золотому озері»  Ернеста Томпсона —  Етель
- «Стара актриса на роль дружини Достоєвського»  Едварда Радзинського —  Актриса
- «Любов Ярова»  Костянтина Треньова —  Любов Ярова

У 1999 році відбулася прем'єра моновистави «Мій театр», де актриса виконувала уривки з творів: «Монолог про театр» Віссаріона Бєлінського, «Вишневий сад» А. Чехова, «Сходження на Фудзіяму» Ч. Т. Айтматова, «Актриса з Бродвею» Є. О. Євтушенко, «Антоній і Клеопатра» В. Шекспіра, «Діти сонця» М . Горького, «Солодкоголосий птах юності» Т. Вільямса, «Марія Стюарт» Ф. Шіллера, «Стара актриса на роль дружини Достоєвського» Е. Радзинського, «Льодове побоїще» К. М. Симонова.

### Ролі в кіно
1. 1957 — Поліська легенда — епізод
2. 1958 — Щастя треба берегти
3. 1967 —  Поруч з вами —  Катерина Дмитрівна
4. 1968 — Десята частка шляху
5. 1968 —  Карантин —  Дар'я Степанівна Мурашко
6. 1969 —  Сини йдуть у бій —  Гаврилівна
7. 1969 —  Ціна —  Естер
8. 1970 — День та ніч —  фронтовичка
9. 1971 —  Вся королівська рать —  мати Джека Бердена
10. 1972 — Золотий ґанок —  мати Тані
11. 1972 — Переклад з англійської —  Ніна Максимівна
12. 1973 —  Витоки —  Любава Крупнова
13. 1973 — Парашути на деревах —  господиня швейної майстерні
14. 1974 — Тому що люблю —  Ірина Біла
15. 1976 —  По секрету всему свету —  Раїса Іванівна
16. 1977 — Сімейні обставини —  Вероніка Макарівна
17. 1978 — Розклад на післязавтра —  дружина генерала
18. 1980 — Атланти і каріатиди —  Ганна Титівна Прабабкіна
19. 1981 —  Дочка командира"-  Семибратова
20. 1982 —  Давай одружимося —  тітка Олени Воронової
21. 1982 —  Шапка Мономаха —  Серафима Олексіївна
22. 1984 —  Радуниця —  Льокса
23. 1985 — Грядущому століття —  Поліна Григорівна Полосухіна
24. 1988 — Воля Всесвіту —  бабуся
25. 1990 —  Адвокат (Вбивство на Монастирських ставках) —  Народний суддя Олександра Іванівна
26. 1991 —  Хеппі енд —  мати Ігоря Мішаткіна
27. 1994 —  Епілог —  Віра

## Нагороди та звання
- заслужена артистка Української РСР (1959)
- народна артистка Української РСР (1963)
- народна артистка СРСР (1969)
- орден Трудового Червоного Прапора (1960)
- орден Леніна (1976)
- орден Дружби народів (1981)
- орден Франциска Скорини (2001)
- медаль «За трудову відзнаку» (1951)
- медаль «На відзначення 100-річчя з дня народження Володимира Ілліча Леніна» (1970)
- медаль «Ветеран праці» (1987)
- медаль Франциска Скорини (1996)
- медаль «За видатні заслуги в білоруському кінематографі» (2002)
- премія імені В. Буйницького (1994).

## Пам'ять
- У 2007 році на честь Олександри Іванівни Климової в Мінську була встановлена меморіальна дошка.
- Знято документальний фільм «Актриса — моя професія».
- Син О. Климової Андрій Душечкін присвятив їй книгу «По той бік дзеркала».